# Jeung Soon-bok
Jeung Soon-Bok (9 de agosto de 1960) é uma ex-handebolista sul-coreana. medalhista olímpica.
Fez parte da geração sul-coreana, medalha de prata, em Los Angeles 1984.